# 中華民國陸軍官校專科五期

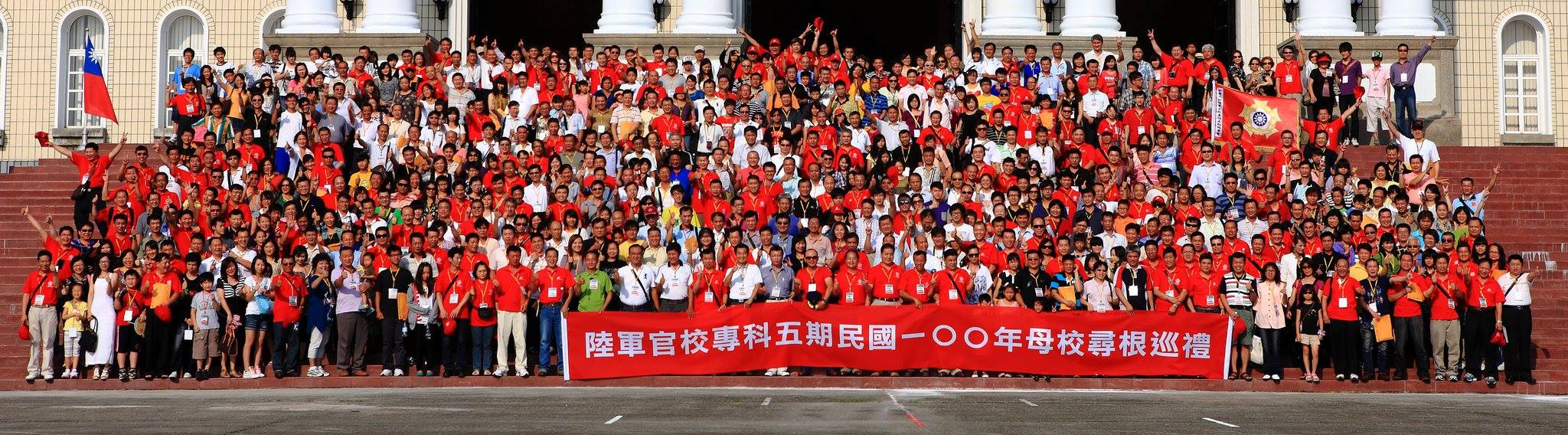
陸官專五期2011年「百年返校同學會」

中華民國陸軍軍官學校專科班第五期，簡稱陸官專五期，是在1982年中華民國陸軍軍官學校的一個班隊，校友們在2011年7月的「民國百年返校尋根巡禮」年會，創下了陸官建校歷年來百餘個班隊中，單一期別返校參訪人數763人的最高記錄。而他們創立的「陸官專科五期行義團」，也投入了社會公益活動。
陸官專五期於1982年5月5日在陸軍官校入學，1984年11月2日畢業，校友有1357人畢業任官少尉並授二專文憑，於部隊服役六年，1990年11月1日退伍，軍階最高有二位中將及一位少將。專科五期畢業校友每年同學會依區舉辦年會，以同學會為根基，組成行義團等多個期團，創造多項記錄，持續關注社會公益。校友多被國家授予「榮譽國民」稱號。

## 期史

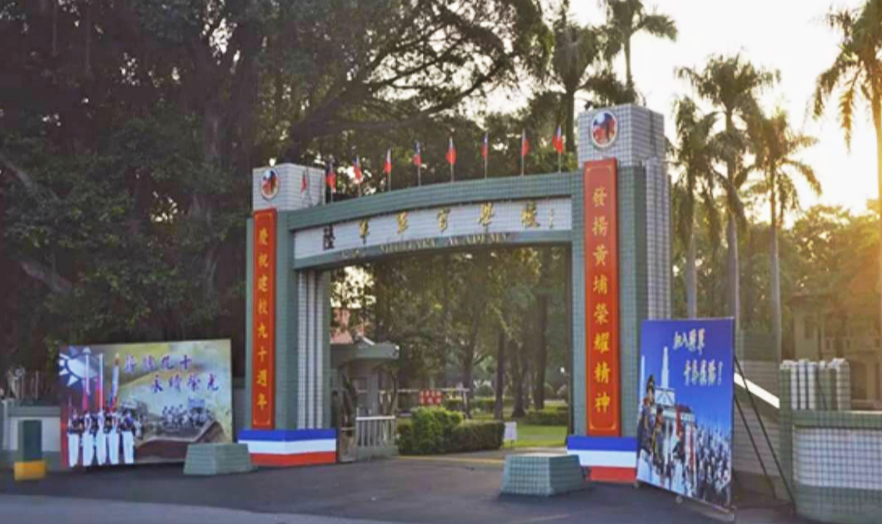
陸軍官校大門

### 入伍與學年教育
陸官專五期之入伍教育，於1982年5月14日起訓練二個月，但早在5月5日已入學，5月9日開課開學。入伍教育在5月14日併同專科六校（陸軍官校、政戰學校、中正理工學院、國防醫學院、憲兵學校及國防管理學院）等學生計三千餘人編訓20個連隊，於官校之東南營區實施，而專五期是最後進駐東營區的班隊。入伍訓典禮於5月14日上午10時，由陸軍總司令蔣仲苓上將在中正堂主持，受槍代表為蔡行健、宣誓代表禹權義。入伍教育訓練課程以單兵伍班之戰鬥教練、兵器課程，內務管理、政教活動，加之手榴彈投擲、五百公尺障礙超越、刺槍術等之體能訓練和初級戰技課目為主。入伍訓練是鐵的紀律勝過愛的教育，更遍嚐黃埔十道菜。入伍結訓典禮於7月6日由校長盧光義在司令台主持，校閱軍容，表揚專五期第ㄧ名人員陳錦全。訓畢除陸官學生留校續學，餘校生則各返校求學。
專五期學年教育，駐東營區編專三、四營，轄十個連隊；專十一連至專十三連為電機科，專十四連與專十五連為土木科，納編為專三營；專十六連至專十九連為機械科，專二十連為企管科，納編為專四營。一年級初東營區因應官預生乙班入伍訓空出房舍，部份連隊遷至南營區白宮大樓有3個連，平舍房2個連，暫納於專科四期的專一營，時任營長為吳達澎，此有三個月後又搬回東營區，續為專三四營編制。學年教育二年級因技能檢定可酌選科系再重新編連，另有任務編組閱兵、刺槍與專精教育等連隊。二年級時在專指部指導下也曾設立了「實習旅部」，然因與正期班學制衝突無疾而終。教育課程有各科的專業課目，與共同課目-國父思想、國文、英文、應用數學、物理、電子計算機，與軍事工程等七項。另在課餘輔以社團參與來舒展身心，有籃球、足球、排球、橄欖球、黃埔合唱團、國樂、吉他、軍樂、劍擊、跆拳、棋弈、美術、橋藝、土風舞與溜冰等社團。72年12月12、13日實施期末技能檢定，有機械科的車床、鉗工、機械製圖，電機科的室內配線、工業配線，土木科的土木測量、建築製圖等七類，自選乙或丙級受測，幾乎全數合格，發給內政部技術士證書 。

### 專精與分科教育
專精教育於1984年2月起實施三個月，置重點於野外課程、兵器課程與野營訓練等三項；而兵科分科教育是在1984年5月起實施半年，主選步兵、砲兵、裝甲兵與海軍陸戰隊等戰鬥兵科，依成績抽選至步兵、砲兵、裝甲兵學校與海軍陸戰隊等校，完成兵科分科教育訓練。

### 畢業與服役
成立了「陸官專科五期畢業委員會」，專責-期物之規劃製作、畢業聯誼活動之策劃執行、與畢業基金之管理運用等事宜。
畢業大合照是1984年2月18日全期於司令台前著軍常服拍照。畢業懇親會於1984年10月28日在黃埔湖畔辦理園遊會，中午於南營區聯合餐廳由校長主持畢業暨謝師懇親餐會，由學生代表曹耿祥致謝答詞，家長代表為張天龍父母；畢業暨惜別晚會則於10月31日晚間在中正堂辦理。官方畢業證書日期為1984年11月2日，畢業典禮則是提前一天於11月1日上午9時30分，由陸軍總司令蔣仲苓上將主持，在中正堂授階任官少尉、授予軍文職文憑，與表揚畢業前三名績學人員為劉遠露、黃明源與辜芳隆，授階代表步兵為禹權義、砲兵劉振全、裝甲兵李明波與海陸劉盧江，中午於南營區聯合大餐廳由專指部指揮官主持歡送畢業餐會。
專五期畢業人數為1357人，學年教育時有中毒、摔車與疾故4人。步兵907人：七個中隊-第一大隊：第4、5中隊（原為第二大隊第6、7中隊）、第三大隊:第11、12、13、14、15中隊。砲兵284人：二個中隊-第8、9中隊（原為第7、8中隊）。裝甲兵104人：二個學生隊-學生第1、4隊。海軍陸戰隊步兵62人：二個區隊-第1、2區隊。（海軍陸戰隊裝甲及砲兵32人，納數於裝甲、砲兵及該兵校受訓，警總68人納數於步科及該兵校受訓）。而步科人員因參加埔光、僑泰演習千人刺槍，掛階後回步校補訓2周延後分發，其中有張錫達等25人留校任職幹部。專科五期入部隊服志願役六年，於1990年11月1日（ 星期四）官階上尉退伍，僅有少數人留營服務，續留營任至中校者有20人，上校8人，於2002年11月1日最大年限前退伍，中、少將有3人。 。

## 同學會

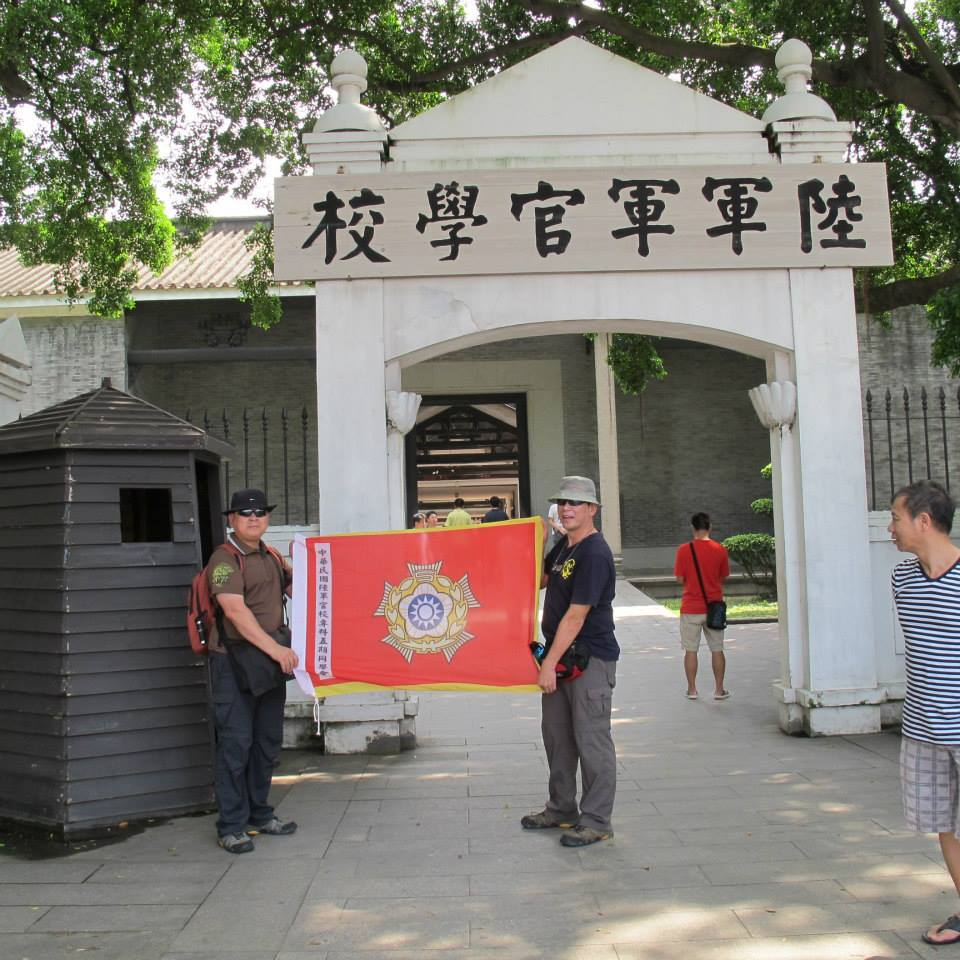
陸官專五期廣州黃埔母校尋根之旅 第二屆同學會理事長劉書臺與常務監事湯康齡展示同學會會旗於黃埔母校校門

### 聯誼會時期
由主委、會長主籌會務，主秘、總召執行聯誼會。專科五期校友早期成立「同學委員會」，由賀理國與韋世萍擔任主委及主秘，於畢業至1999年間在台中市辦理八次聚會，後因故而停辦。直到2009年5月16日由北區總召邱雲在台北市國軍英雄館辦理「入伍27週年」同學會，參與人數106人，會中提案成立人民團體組織，並由北中南各區輪辦同學會擴大成效。於次年2010年5月29日由中區總召王覴嶫（詩明），在台中市潮港城餐廳舉辦2010年同學會，同時成立「同學聯誼會」 ，參與人數280人，通過聯誼會章程，選出會長廖勝煜及籌委連絡人41員，續辦同學會人民團體組織事宜。

### 人民團體時期
由理事長主籌會務，總召執行年會。同學會人民團體組織在2011年3月12日獲內政部正式核定立案，選出第一屆理事長廖勝煜及理監事等32員，於2011年5月6日獲內政部核定，爾後每年同學會參與人數就都躍升在數百人以上盛況。2011年的同學會年會活動，於7月23日由南區總召吳進順辦理的「民國百年返校尋根巡禮」同學會，聘前指揮官張克地將軍為榮譽理事長，參與人數763人獲校友會黃埔會訊報載，創陸官單一期別返校參訪人數最高記錄，會中並製頒每位榮譽國民同學崇勳紀念章乙座，為陸官專科班首座紀念章。而2012年同學會年會，是在5月5日由北區總召邱雲，於桃園縣楊梅市味全埔心牧場辦理的「榮耀三十」同學會 ，參與人數434人，並改選出第二屆理事長劉書台及理監事群。另2013年同學會年會，則是在5月4日由中區總召蕭忠郁，於南投縣草屯鎮中興新村省政資料館辦理的「愛在專五風華再現」同學會，與會人數447人，台灣省政府主席林政則也蒞會參與，會中並發起捐贈愛心發票于創世基金會，這是首次兼具慈善之年會。另第二屆同學會理事長劉書臺與常務監事湯康齡，於2013年9月23日返廣州黃埔陸官母校，是幹部與會旗首次的尋根之旅。2014年同學會年會，是在8月9日由南區總召沈榮和承辦的「歡慶畢業30週年 陸軍官校建校90週年返校同慶」，活動當日返校同慶與會人數590人，聘前校長黃幸強上將為榮譽理事長，並改選出第三屆理事長張忠獻及理監事群 。而陸官專五期首次重遊金門是在2014年8月14-17日，有103位同學及眷屬參與。2015年同學會年會，是在6月6日由北區總召邱雲在新北市救國團金山青年活動中心舉辦的「精采33入伍33週年」同學會，與會人數375人 。2016年同學會年會，是在7月9日由中區總召陽邦傑，於苗栗縣西湖渡假村辦理的「專五34載 西湖逗陣來」同學會 ，參與人數525人，並改選出第四屆理事長吳進順及理監事群。2017年同學會年會，是在5月13日由南區總召黃炳勳於台南市走馬瀨農場辦理的「從軍35年」同學會 ，參與人數447人。2018年同學會年會，是在5月5日由北區總召熊世榮，於新竹縣小叮噹科學園區辦理的「珍愛36 緣聚新竹」同學會 ，參與人數453人，並改選出第五屆理事長熊世榮及理監事群 。2019年同學會年會，是在5月25日由中區總召賴祖崇，於南投縣埔里楓樺台一渡假村舉辦的「525齊聚埔里見專五」同學會，參與人數569人，並在會中發表期歌和教唱 。2021年7月11日年會改選出第六屆理事長李正喜及理監事群。而2023年5月6日年會改選出第七屆理事長黃榮為及理監事群 。

## 活動

### 專科班聯誼餐會

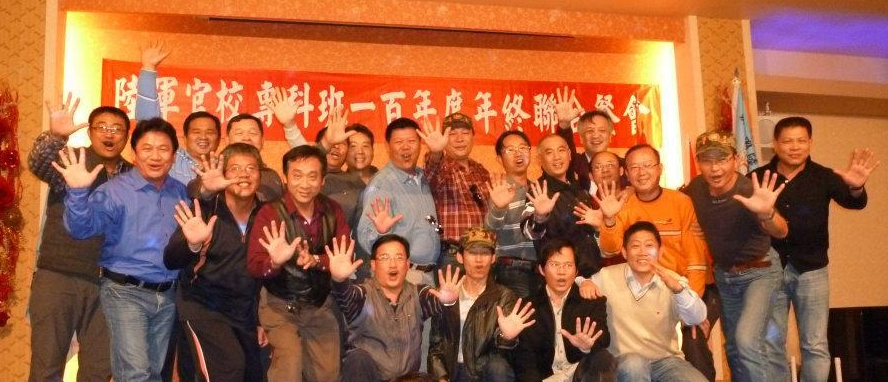
陸官專科五期參加專科班慶祝建國百年餐會

與陸官專科班校友會每年參與校友會全國慢速壘球賽、年終聯誼餐會。

### 612凱道閱兵

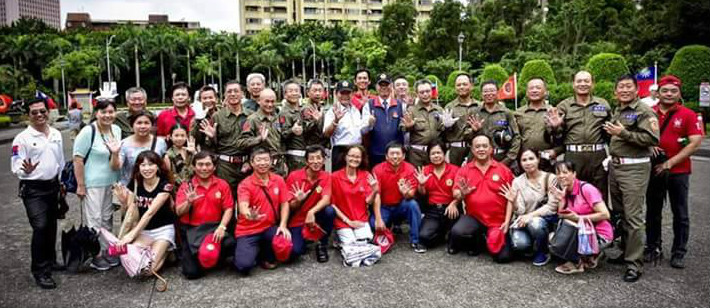
陸官專五期612凱道閱兵正步隊員

2016年響應了由巴建國發起的陸官專科班校友會612凱道閱兵「中興演習」，參加活動有巴建國、陳錦全、禹權義、朱右文、廖期峰、沈勝雲、鄭文富、梁偉英、劉榮富、方龍治、李開屏、儲志雄、朱重光、王萬明等14人，由熊世榮、周健生與曾賢良等近二百人志工加油團，發放民眾國旗貼紙，邀請前女青少校封宗倫帶唱軍歌。而日後參此正步操演的活動有五場，分別是2016年10月10日慶祝105年國慶暨紀念國父孫中山先生151歲誕辰的「我愛國旗嘉年華」，2017年10月10日同在國父紀念館舉辦的「愛國旗愛國家」國慶大會，2023年6月16日於陸軍官校慶祝建校99年的「黃埔九九-成功演習」，在2024年6月2日凱道慶祝「黃埔百年校慶」，與在2024年6月16日「黃埔百年校慶」
。

### 愛國家愛國旗護臺灣環島活動

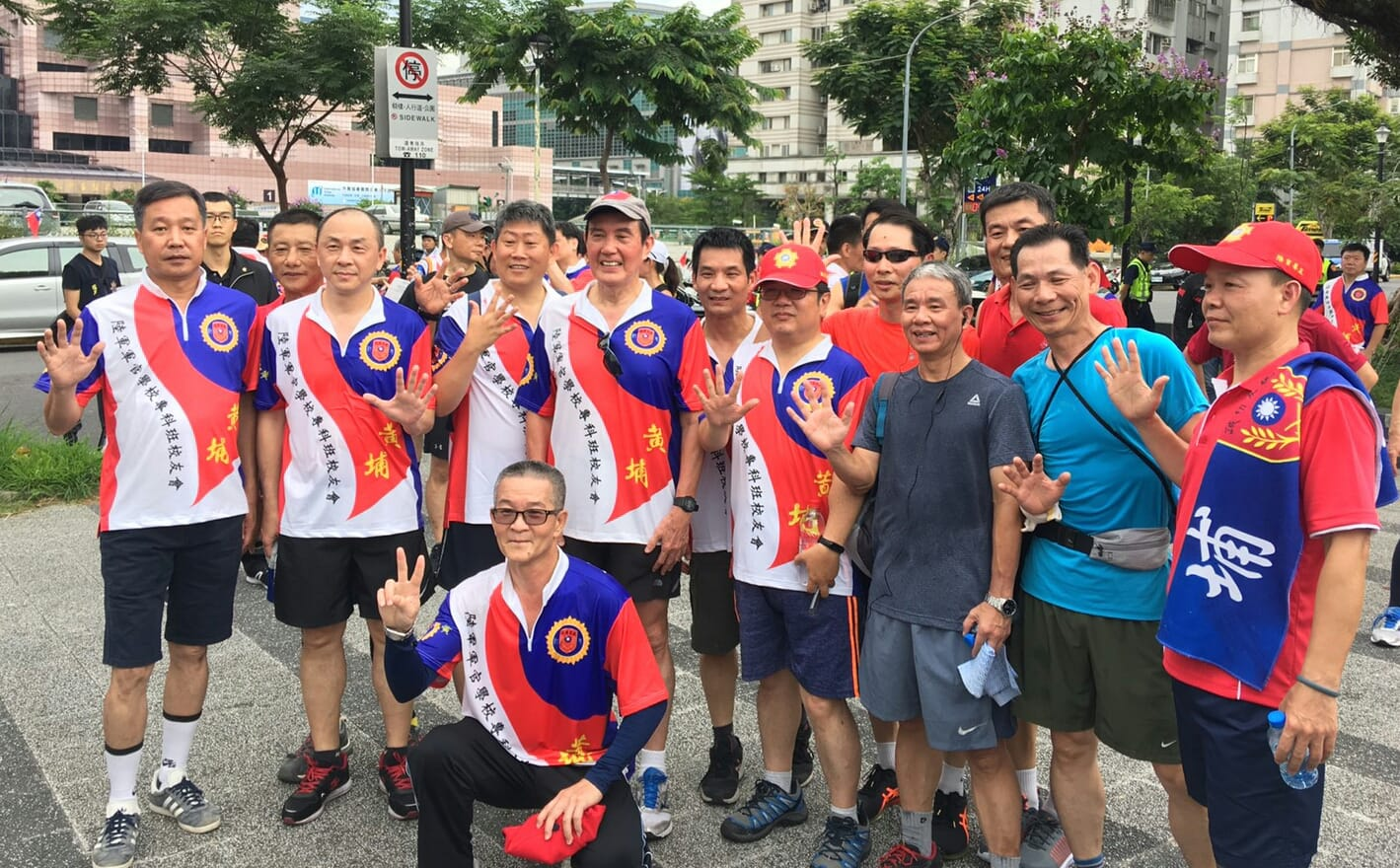
陸官專五期參加陸官專科班校友會「愛國家愛國旗護臺灣」環島活動

慶祝黃埔九十五週年校慶，2019年6月9日起由專科班校友會舉辦的「愛國家愛國旗護臺灣」環島活動，用跑或騎方式自各方齊合，於6月16日齊聚陸官慶祝黃埔九十五週年校慶。6月9日首站之「感恩黃埔健康人生路跑嘉年華」由北區會長專五期王萬明籌召，有前總統馬英九、前指揮官畢復良、立委費鴻泰、呂玉玲等政要與會。環島活動以「黃埔九五全台不斷電返校」方式實施，由北、中、南、東四區聯誼會共同承辦，以跑步、單車或其他運動方式，經由相互傳遞返抵陸官，於校慶當日在陸官大合照宣示完成。環島中途關懷仁愛之家，慰問遺眷、臥床袍澤，凝聚關懷之情。

### 黃埔百年陸官專五期刺槍隊操練

黃埔百年陸官專科五期刺槍隊黎明演習及榮譽章

慶祝黃埔建校建軍百年，成立陸官專五期刺槍隊操練。專五期昔1982年起三年在學期間多次刺槍戰技操練，也締造單一期別千人刺槍記錄，並擔任黃埔六十年刺槍操練。 逢母校2024年黃埔百年，際專科五期校友花甲六十，成立陸官專科五期刺槍隊操練以誌慶。由巴建國發起並任隊長，敦聘專科三期杜昇泉為指導長。2022年5月20日提報理監事計畫；10月10日於中壢成立籌備會納編廿餘位隊員；於10月20日報准使用期徽製作隊誌旗章，完成裝備自籌。12月3日於台中由理事長李正喜授旗成軍展開訓練。。於2023年在各區自主訓練，集中團練為7月9日、8月13日、9月10日、10月15日、11月19日、12月10日， 於2023年10月29日黃埔99榮民節台中餐會先行操練，深獲好評。於2024年1月1日「黎明演習」刺槍操練，先由「陸軍官校校友總會」公告希民眾參與。元旦晨曦六點半先在台東馬蘭榮家升旗典禮後，由刺槍隊操練及黄埔鐵驥合唱團演唱愛國歌曲。演習結束後團體合照及頒授「榮譽章」予隊長巴建國、指導長杜昇泉、隊員劉廷翰、包文成、溫春煦、常顯浚、張復臺、廖本強、方龍治、李彝倫、李明波、李秀祥、林淳鎰、林裕祥、林許榮、梁榮昌、楊泰平、洪秋耀、禹權義、鄭江亭、陳克忠、黃煜銓、許鈺鈿、陳錦全等員，以示尊崇。 而刺槍項目續配合各單位隊慶與黃埔百年活動來操練，透過傳媒分享。

## 期徽

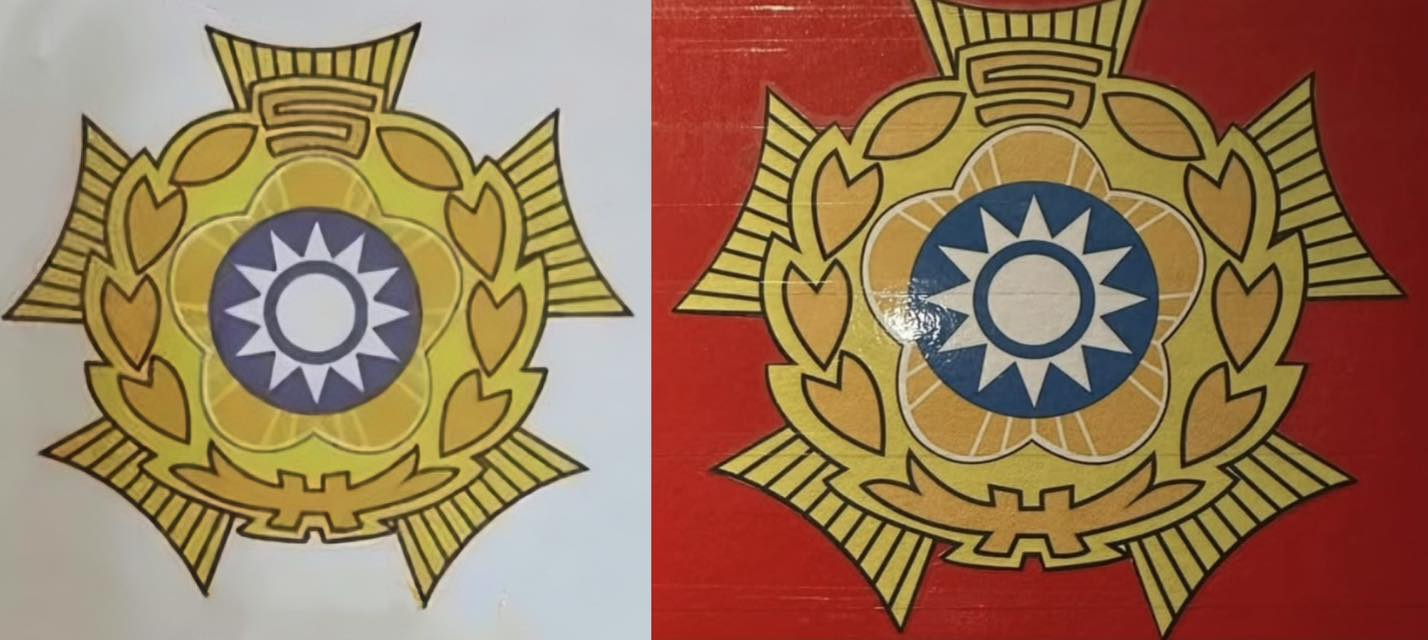
陸官專科班第五期期徽

- 青天白日國徽：象徵效忠國家，保國護疆衛民之意。
- 國花梅花：象徵軍人有堅忍不拔毅力，克服萬難，贏得最後之勝利。
- 梅花五花瓣及五處各五線光芒：代表專科五期如梅堅毅傳承不息。
- 嘉禾：象徵國軍以農建軍，寓兵於民，祥瑞及豐收戰果之意。
- 穂數：單邊五支穂代表專科五期，雙邊共十穂代表十個連隊。
- 5：代表陸官專科五期期別。
- 五角光環：象徵光耀五期。
- 五角光環各區劃分十個光芒區塊：象徵十個連同學都發光發熱。

由「陸官專科五期畢業委員會」甄選，設計:傅枝火。
期徽標誌，在學生時期用於製作之班隊紀念物及用品有：金銀期徽、指揮刀、拆信刀、信封、信紙、大相簿、沙龍小相本、畢業紀念冊、賀年卡、講義袋、大背包與內衣T恤等物品。期徽乙式並典藏於校史館。

## 期歌創作與貢獻

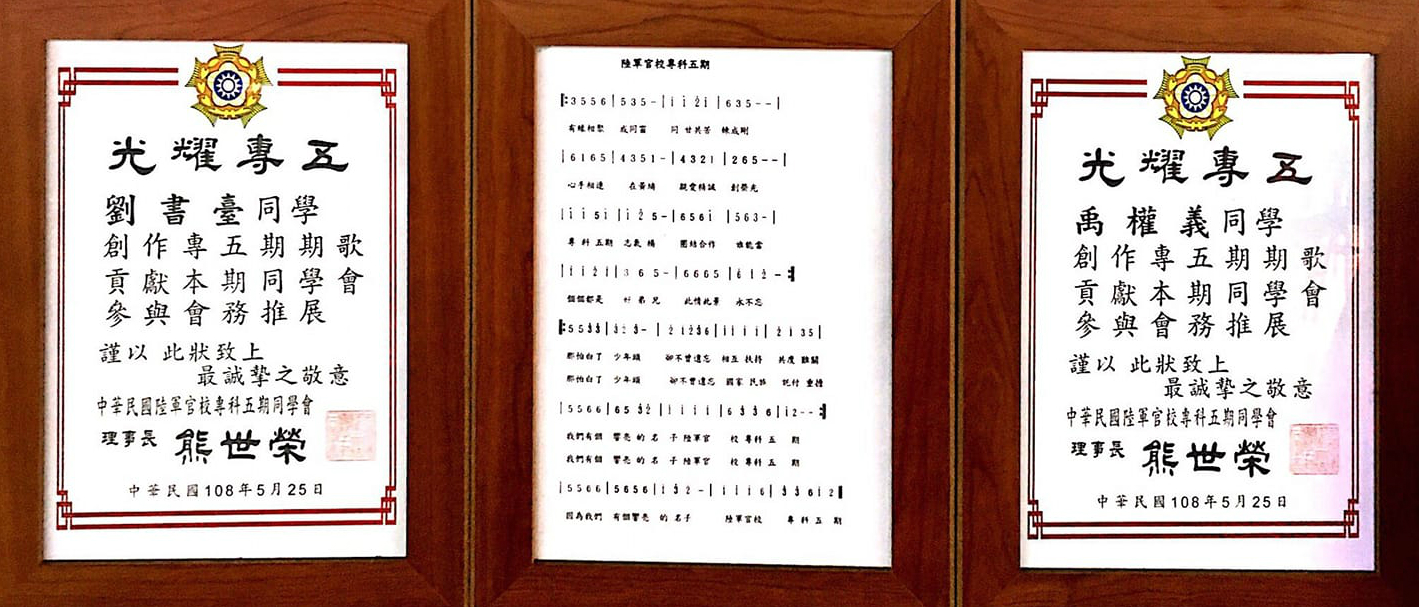
陸官專科五期-期歌貢獻表揚狀

《陸軍官校專科五期-同窗好友》詞曲，由劉書臺、禹權義共同創作。
曲於2019年5月25日在南投埔里楓樺台一渡假村，舉辦的2019年同學會「525齊聚埔里見專五」全國年會中發表為期歌並教唱，同學會並贈予創作人-期歌貢獻表揚狀。

## 相關歌曲

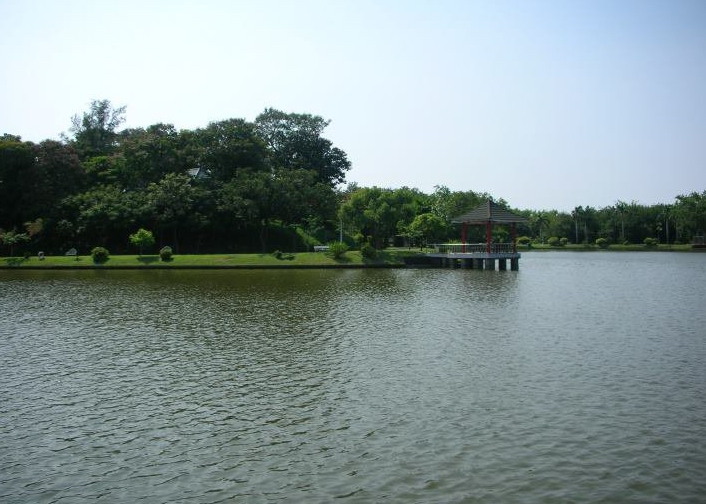
黃埔湖：在台初期建構之人工湖

陸官的學年教育除了軍事與學科課程，也注重社團活動發展。其中黃埔合唱團與吉他社名聞遐耳，常至各地演出，在六、七十年代台灣民歌盛行時期，也自編曲兩首黃埔情歌「黃埔戀歌、黃埔湖畔」來傳唱。
雖然入伍操練極為嚴格，但也注重學生休閒團康與慶生活動，而「黃埔壽歌」是入伍必教唱之歌，用於學校慶生聚會，警官學校也同用此為生日曲，曲調取於「葡萄仙子」電影《快樂誕辰》。 

## 期團
陸官專五期以同學會為根基，開設有資訊管理系統、臉書同學會社團做為查詢連繫系統。並成立有文物館、慢速壘球隊、行義團與刺槍隊等期網及社團，協力組織運作，並藉各式機會找回失聯同學。

### 文物館
於2010年5月中區成功嶺聚會由陳錦全帶學生時期文物供覽，交王覴嶫（詩明）攝製在2010年9月開設「網路文物館」，但因蓄資不多，復於2011年10月由陳員成立「文物覽」網站分享。後為再擴大成效，由陳錦全和禹權義在2012年2月18日開辦「文物館」為同學會總會之附屬官網，是陸官專科班首創的文物專網。。

### 慢速壘球隊
於2011年下半年依序成立了南區（2011年9月3日）、北區（2011年10月10日）、中區（2011年10月22日）慢速壘球隊，分別由張天龍、曾賢良、呂君武擔任隊長，2012年10月6日由南區慢速壘球隊延伸的台南府城慢壘隊成立，董明善任隊長。2015年2月7日也由中區慢速壘球隊延伸輔導成立竹苗區慢壘隊，饒瑞東任隊長。專五期慢壘隊除各區賽事聯誼，自2012年起舉辦全國聯賽。

### 行義團
於2012年10月24日由陳錦全開設「行義團」，2013年5月由同學會總會接辦納為官網，為陸官專科班首支公益慈善網站，主推無形布施，餘力再有形慈捐行公益，增能見度兼收尋失聯同學之效。他們濟助了有創世基金會、伊甸園基金會、慈濟功德會、德蘭啟智中心、家扶中心、育嬰院等單位與民眾，並捐書予救國團與育嬰  。

### 刺槍隊
於2022年12月3日成軍，由巴建國發起並任隊長，旨在慶祝黃埔建軍百年成立陸官專五期刺槍隊操演，以刺槍練武，臻花甲強身之效，並配合各單位慶祝隊慶與黃埔建軍百年活動來表演。

## 記錄

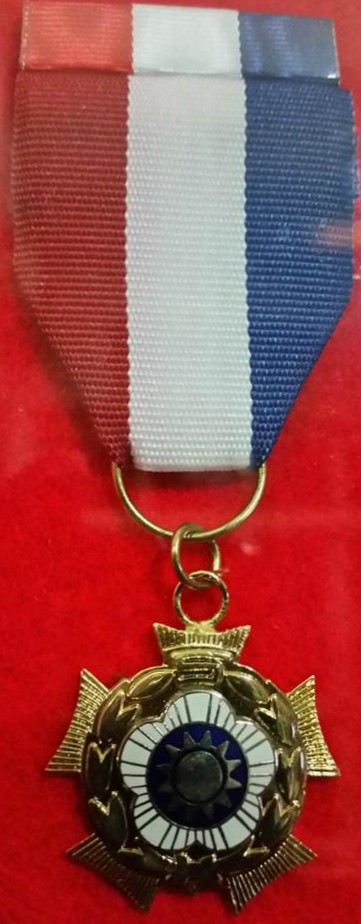
陸官專科班首座襟授-專五期崇勳紀念章

專科五期締造陸軍官校專科班有多項紀錄，在校單一期別千人刺槍，畢業返校最多人數期別，內政部立案單期軍退組織中會員數五百餘人、臉書軍退期團會員數八百餘人、成立慢速壘球隊之球敘數，與社團辦理聯誼次數等，都是專科班中最多的期別。而首開專科班創舉的還有開設文物館、製頒襟授崇勳紀念章，與成立行義團來投入社會公益，每位校友均被國家授予是為國勳勞為民服務之「榮譽國民」。

## 著名校友

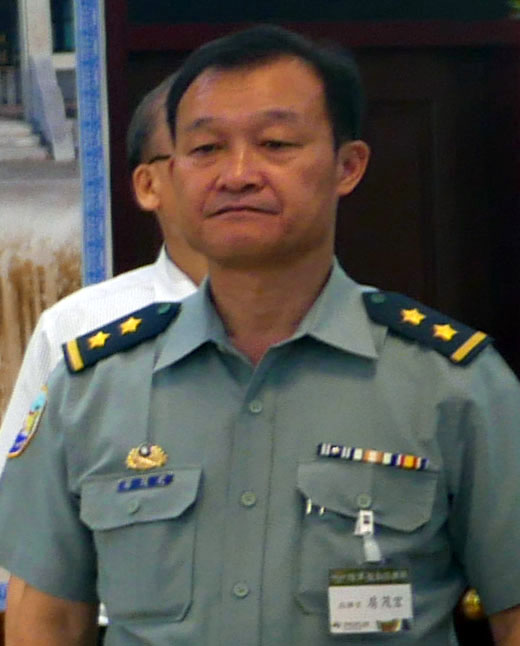
專五期首位將領-陸軍中將房茂宏

- 高階將領：有將領房茂宏於2010晉升少將，2016年晉升中將，累升至陸軍副司令丶國防部軍備局局長、國防部常務次長[86][87][88][89]。古勝文2012年晉升少將，擔任陸軍金門防衛指揮部副指揮官[90][91]。與何啟鎮2012年7月晉升少將[92]，2017年7月晉升陸軍航空特戰指揮部中將指揮官，累升至陸軍副司令[93]等3員。
- 傑出校友：有陸官校友總會傑出校友－2012年廖勝煜、2013年劉書臺、2015年王覴嶫、2016年黃榮為、2017年蕭忠郁、2023年黃書熹等員。陸官專科班校友會傑出校友－2017年陳錦全[94][95][96]、2019年王旭新，2020年熊世榮、陳永鎭，2021年丁家程、2022年黃書熹、2024年李家琦、李榮泰等員。與中央軍事院校校友總會傑出校友－2017年蕭忠郁 、2024年李榮泰。[97][98][99][100]
- 總統頒褒揚令[101]:王中獲頒內政部消防署三等三級消防榮譽獎章，於2014年8月1日擔任高雄成功消防小隊長（追晉），在高雄氣爆救災，捨己救人，因公殉職，總統頒褒揚令[102]，入祀忠烈祠[103]。

## 年表
- 1982年5月5日：入學。
- 1982年5月9日：開學。
- 1982年5月14日10時：專科六校入伍開訓典禮，由陸軍總司令蔣仲苓上將於中正堂主持，宣誓代表禹權義、受槍代表蔡行健。
- 1982年7月6日：專科六校入伍結訓典禮，由校長盧光義於司令台主持，校閱軍容，表揚入伍成績前三名陳錦全等員。
- 1983年12月12、13日：技能檢定。
- 1984年2月18日：畢業大合照，全期於司令台前著軍常服拍照。
- 1984年5-10月：分科教育。
- 1984年6月：陸官單一期別僑泰演習千人刺槍表演。[62]
- 1984年6月30日：黨證頒發日，當時官校為黨校屬性，統一加入中國國民黨。
- 1984年10月28日：畢業懇親園遊會。於南營區聯合餐廳懇親餐會，畢業生致詞代表曹耿祥，家長代表張天龍父母，在黃埔湖畔舉辦園遊會。
- 1984年11月1日0930時：畢業典禮。陸軍總司令蔣仲苓上將於中正堂主持，南營區聯合餐廳舉行畢業餐會，畢業人數1357人，授階代表步兵禹權義、砲兵劉振全、裝甲兵李明波與海陸劉盧江，畢業成績前三名績學人員劉遠露、黃明源與辜芳隆。
- 1984年11月2日：任官與軍、文職畢業證書生效日。
- 1990年1月：戰士授田憑據補償金發放。
- 1990年11月1日24時：退伍，服志願役六年期滿。
- 1999年：早期成立「同學委員會」，由賀理國與韋世萍擔任主任委員及主任秘書，於退役至民國1999年間在台中市發起聚會八次。
- 2009年5月16日：2009年「入伍27週年」同學會，由北區邱雲召集在台北市國軍英雄館辦理，參與人數106人，提案成立人民團體組織，並由北中南各區輪辦同學會。活動影片後製：禹權義。
- 2010年1月1日：房茂宏首位升將軍。
- 2010年2月12日：蔡世琛成立同學資訊管理系統 。
- 2010年5月29日：2010年「聯誼會成立」同學會，由中區總召王覴嶫（詩明）於台中市潮港城餐廳召開，參與人數280人，通過同學聯誼會章程草案，選出聯誼會長廖勝煜及籌備委員各地區連絡人等41人。活動影片後製：楊景翰（正中）、王覴嶫（詩明）。
- 2010年6月16日：廖勝煜成立臉書同學聯誼會社團，2010年9月9日更名「中華民國陸軍官校專科五期同學會 」，並於2011年4月16日増設「中華民國陸軍官校專科五期同學會（正式會員區） 」社團，為會員及會務公告專區。
- 2010年9月5日：王覴嶫（詩明）成立專科五期網路文物館 。
- 2011年3月12日：內政部台內社字第1000086405號核定同學會成立在案，選出第一屆理事長廖勝煜及理監事等32人於2011年5月6日獲內政部核定在案。
- 2011年7月23日：2011年「民國百年返校尋根巡禮」同學會，由南區（總召吳進順）辦理，總會製頒每位同學專科五期崇勳紀念章乙座，為陸官專科班首座紀念章，聘前指揮官張克地將軍為榮譽理事長，參與人數763人，創陸官單日單一期別返校參訪人數最高記錄，並由校友會於黃埔會訊報載。活動影片後製：年會文宣組與李明波，為同學會首次發行紀念光碟。
- 2011年下半年：慢速壘球隊成立，依序成立南區（2011年9月3日）、北區（2011年10月16日）、中區（2011年10月22日）慢速壘球隊，分別由張天龍、申新順、呂君武擔任隊長。
- 2012年2月18日：專科五期文物館由陳錦全、禹權義成立。
- 2012年5月5日：2012年「榮耀三十」同學會，由北區（總召）邱雲於桃園縣楊梅市埔心牧場辦理，參與人數434人，並選出第二屆理監事群。活動影片後製：李明波。
- 2012年8月11日：專五期慢速壘球隊舉辦全國聯賽，第一屆首季冠軍是南區慢速壘球隊。
- 2012年8月11日：選出第二屆同學會理事長劉書臺及常務理、監事。
- 2012年10月6日：由南區慢速壘球隊延伸成立台南府城慢壘隊，董明善任隊長。
- 2012年10月24日：專科五期行義團由陳錦全成立。
- 2012年10月：同學會首屆理事長廖勝煜獲選陸官校友總會2012年傑出校友。
- 2013年5月4日：2013年「愛在專五風華再現」同學會，由中區（總召）蕭忠郁於南投縣草屯鎮中興新村省政資料館辦理，與會人數447人，發起捐贈愛心發票于創世基金會，也是首次兼具慈善年會。活動影片後製：黃章哲[104]。
- 2013年6月22日：第一屆全國慢壘聯賽總冠軍-南區慢速壘球隊。
- 2013年9月23日：第二屆同學會理事長劉書臺與常務監事湯康齡返廣州黃埔母校尋根之旅。
- 2013年10月26日：第二屆同學會理事長劉書臺獲選陸官校友總會102年傑出校友。
- 2014年8月9日：2014年「畢業30週年返校同慶陸官建校90週年」同學會，由南區(總召)沈榮和於陸軍官校中正堂舉行，與會人數590人。聘前校長黃幸強上將為榮譽理事長并選出第三屆同學會理事長張忠獻及常務理、監事 。活動影片後製：江志齡。[105][106]
- 2015年2月7日：由專五期中區慢速壘球隊延伸輔導成立專五期竹苗區慢壘隊,首任隊長饒瑞東。
- 2015年6月6日：2015年「精采33入伍33週年」同學會，由北區（總召）邱雲在新北市金山救國團活動中心舉辦，與會人數375人。活動影片後製：江志齡[30]。
- 2016年6月12日：響應由巴建國發起的陸官專科班校友會612凱道閱兵「中興演習」踢正步活動。[43][44][45]
- 2016年7月9日：2016年「專五34載 西湖逗陣來」同學會，由中區總召陽邦傑於苗栗縣西湖渡假村辦理 ，參與人數525人，並改選出第四屆理事長吳進順及理監事群。活動影片後製：江志齡[31]
- 2017年5月13日：2017年「從軍35年」同學會，由南區總召黃炳勳於台南市走馬瀨農場辦理，參與人數447人。活動影片後製：黃章哲[32][33][34]
- 2017年9月23日：陸官專科五期慢壘專五聯軍，勇奪陸軍官校專科班校友會第六屆（2017年）校友盃慢速壘球全國聯誼賽-精誠組冠軍。
- 2018年5月5日：2018年「珍愛36 緣聚新竹」同學會 ，由北區總召熊世榮於新竹縣小叮噹科學園區辦理 ，參與人數453人，並改選出第五屆理事長熊世榮及理監事群。活動影片後製：江志齡、曾新道[37][38]
- 2018年9月1日：陸官專科五期慢壘「精誠五」聯軍，勇奪陸官專科班107年第七屆校友盃全國慢速壘球錦標賽冠軍。
- 2018年9月16日：陸官專五期參加「2018第36屆日月潭國際萬人泳渡嘉年華活動」，完成泳渡日月潭壯舉。參加者有-劉盧江、曾賢良、申新順、董錫山、姚明雄、朱文華、吳兆君、吳富平、余永存、劉榮富、楊泰平、張復臺、林文勝、林宏隆、包文成、陳成益、熊世榮等17員。
- 2021年7月11日：改選出第六屆理事長李正喜及理監事群。
- 2022年12月3日：黃埔建軍百年陸官專五期刺槍隊，於台中由理事長李正喜授旗巴建國隊長正式成軍。於2024年1月1日於馬蘭榮家實施「黎明演習」刺槍操演。[69]